# A Head in the Polls
A Head in the Polls (с англ. — «Голова на выборах») — третий эпизод второго сезона мультсериала «Футурама». Североамериканская премьера этого эпизода состоялась 12 декабря 1999 года.

## Содержание
Начинаются выборы Президента Земли, в предвыборной гонке участвуют два кандидата-клона. Тем временем после катастрофы на титановом прииске цены на титан взлетают вверх. Бендер становится богачом, продав своё состоящее на 40 % из титана тело.
В музее голов президент Ричард Никсон разрушает иллюзии Бендера о счастливой жизни без тела. Бендер пытается купить своё тело обратно, но Никсон опережает его. Теперь экс-президент может вновь участвовать в выборах.
Фрай, Лила и Бендер пробираются в отель «Уотергейт», где находится Никсон, и пытаются похитить тело Бендера. Проснувшийся Никсон объявляет о своих демонических планах на будущее управление Землёй в случае своей победы. Бендер записывает его речь и получает своё тело в обмен на кассету.
В день выборов Фрай и Лила забывают проголосовать, и Никсон побеждает с перевесом в один голос. Получив новое тело боевого робота, он врывается в Белый дом.

## Персонажи
Список новых или периодически появляющихся персонажей сериала
- Мозговые слизняки
- Дебют: Джек Джонсон
- Дебют: Джон Джексон
- Линда
- Морбо
- Рабочий Ломбарда
- Парень с постера
- Голова Ричарда Никсона